# Sauveterre-de-Béarn
Sauveterre-de-Béarn is een gemeente in het Franse departement Pyrénées-Atlantiques (regio Nouvelle-Aquitaine). De plaats maakt deel uit van het arrondissement Oloron-Sainte-Marie. Sauveterre-de-Béarn telde op 1 januari 2022 1.361 inwoners.

## Geografie
De oppervlakte van Sauveterre-de-Béarn bedroeg op 1 januari 2022 14,54 vierkante kilometer; de bevolkingsdichtheid was toen 93,6 inwoners per km².

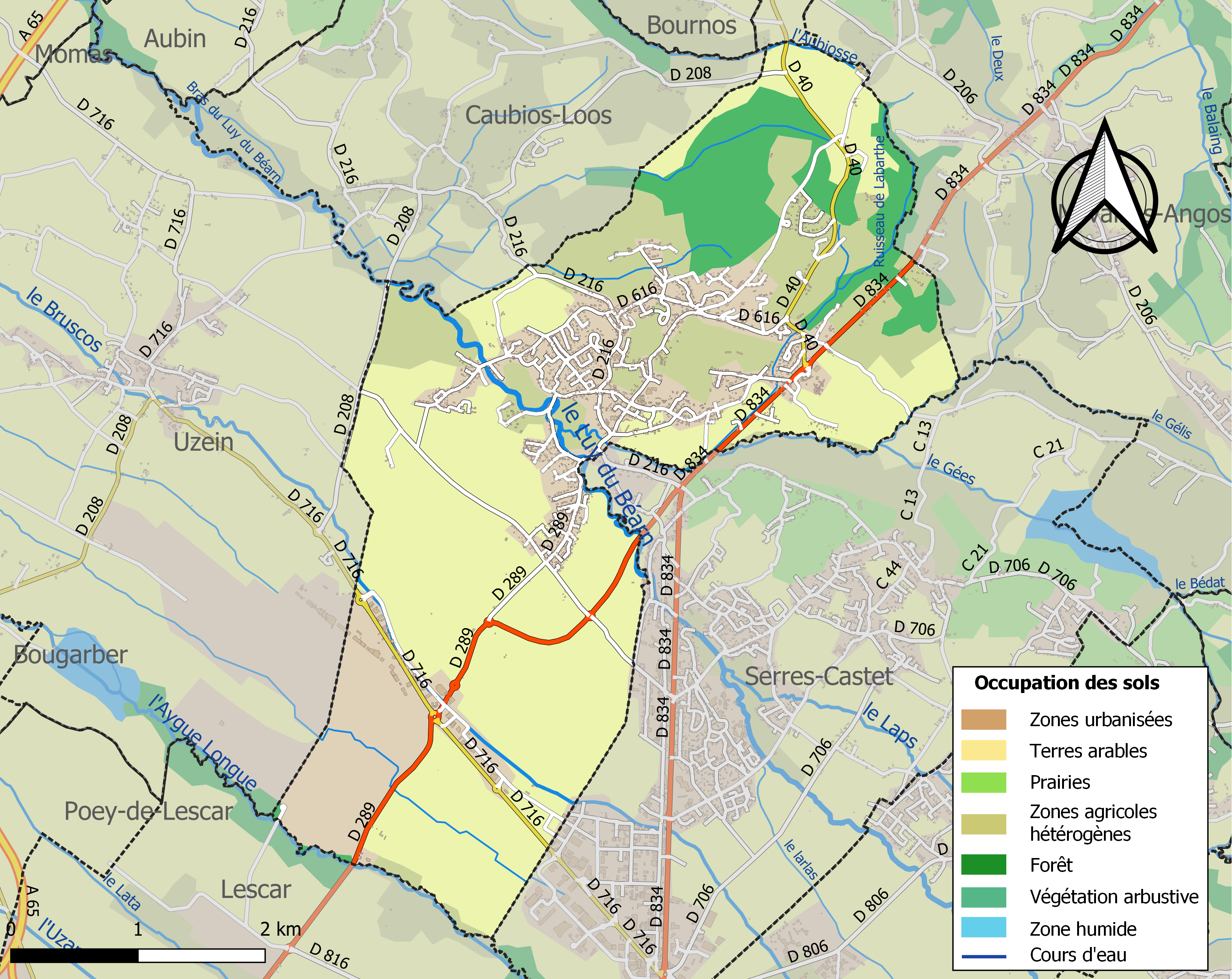
Kaart van de gemeente met de belangrijkste infrastructuur, bodemgebruik en omliggende gemeenten

## Demografie
Onderstaande figuur toont het verloop van het inwonertal (bron: INSEE-tellingen).

## Geboren
- Cyril Barthe (1996), wielrenner